# Roubaix AFS
L'Association roubaisienne de football en salle, o più comunemente chiamata Roubaix AFS, è una squadra di calcio a 5 con sede a Roubaix, Francia.
Nel 2009 il club ha vinto la coppa di Francia di calcio a 5.

## Elenco premi

### Titoli e trofei
| Divisione 2 - Vicecampione 2016   |
| Coppa di Francia - Vincitore 2009 |